# Área de Conservação da Paisagem de Ainja
A Área de Conservação da Paisagem de Ainja é um parque natural situado no condado de Viljandi, na Estônia.
A sua área é de 110 hectares.
A área protegida foi designada em 1964 para proteger Ainja Sinejärv e os seus arredores. Em 2019, a unidade de conservação foi reformulada para área de preservação paisagística.